# 淳の乾杯してみたっ!
『淳の乾杯してみたっ!』（あつしのかんぱいしてみたっ!）とは、テレビ東京系列で2012年（平成23年）4月7日から9月29日まで毎週土曜の24:25 - 24:50に放送されていたバラエティ番組。ロンドンブーツ1号2号・田村淳の冠番組。

## 概要
田村淳が居酒屋を舞台に毎回様々な「かけ合わせたら面白そうな人たち」を招き、一緒にお酒を酌み交わさせる実験的トークバラエティー。
2012年（平成23年）9月29日を以って放送終了。

## 出演者
- 田村淳（ロンドンブーツ1号2号）
- 田中要次
- 土岐麻梨子

## ネット局と放送時間
| 放送対象地域   | 放送局         | 系列           | 放送日時           | 遅れ       |
| -------------- | -------------- | -------------- | ------------------ | ---------- |
| 関東広域圏     | テレビ東京     | テレビ東京系列 | 土曜 24:25 - 24:50 | 制作局     |
| 北海道         | テレビ北海道   | テレビ東京系列 | 土曜 24:25 - 24:50 | 同時ネット |
| 愛知県         | テレビ愛知     | テレビ東京系列 | 土曜 24:25 - 24:50 | 同時ネット |
| 大阪府         | テレビ大阪     | テレビ東京系列 | 土曜 24:25 - 24:50 | 同時ネット |
| 岡山県・香川県 | テレビせとうち | テレビ東京系列 | 土曜 24:25 - 24:50 | 同時ネット |
| 福岡県         | TVQ九州放送    | テレビ東京系列 | 土曜 24:25 - 24:50 | 同時ネット |

## スタッフ
- ナレーション:伊藤修子
- 構成:大井洋一、竹村武司、林田晋一
- TP:田熊克二
- CAM:村上信介
- AUD:増田周生
- VE:平岩佐織
- 編集:土屋敏臣
- MA:橋本光平
- 音効:岡田淳一
- イラスト:ケニーケンジ
- 協力:八峯テレビ、フルタイム、e-naスタジオ
- 番宣:岡仁（テレビ東京）
- デスク:金多賀歩美
- リサーチ:平澤美紀
- AD:朽綱理
- ディレクター:中野伸郎／小川剛、畑中真治、島田健作、本山崇、原愼吾
- 演出:塚田秋春
- プロデューサー:塩原幸雄・水野亮太（テレビ東京）、稲冨聡（よしもとクリエイティブ・エージェンシー）、宗田昭彦（電通）、立石憲一郎（ジャパンプロデュース）
- 制作協力:吉本興業、電通、ジャパンプロデュース
- 製作著作:テレビ東京